# Expanding Light
Expanding Light ist ein Jazzalbum des Whit Dickey Trio mit Rob Brown und Brandon Lopez. Die am 18. November 2019 in den Park West Studios Brooklyn entstandenen Aufnahmen erschienen im Juni 2020 auf dem Label Tao Forms im Vertrieb von AUM Fidelity.

## Hintergrund
Eine Post-Coltrane-Seilschaft amerikanischer Free-Jazz-Spieler, darunter der verstorbene Saxophon-Radikale David S. Ware und der vielseitige Komponist und Bassist William Parker, so meinte John Fordham, hätten „die Flamme der Avantgarde der 1960er-Jahre weiter am Brennen gehalten“. Der Schlagzeuger Whit Dickey, ehemaliger Schüler der Free Percussion-Legende Milford Graves und häufiger Mitarbeiter von Ware und Parker, leistete nach Ansicht Fordhams ebenfalls einen wichtigen Beitrag dazu. „Dickey bezeichnet einen Großteil dieser Musik engagiert Full-Bore-Yang (er nennt es auch Free-Grunge) für die Yin und Yang Energien, die bei der Kollision von Bekanntem und Unbekanntem freigesetzt werden.“ Zu ihm gesellt sich Altsaxophonist Rob Brown, mit dem Dickey seit 30 Jahren zusammengearbeitet hatte, und der aufstrebende junge Bassist Brandon Lopez, ein Musiker, der bislang mit John Zorn und dem Sun Ra Arkestra zusammengearbeitet hat.
Es ist die zweite Veröffentlichung des Labels Tao Forms, nach The Piano Equation, einem Soloalbum des Pianisten Matthew Shipp.

## Titelliste

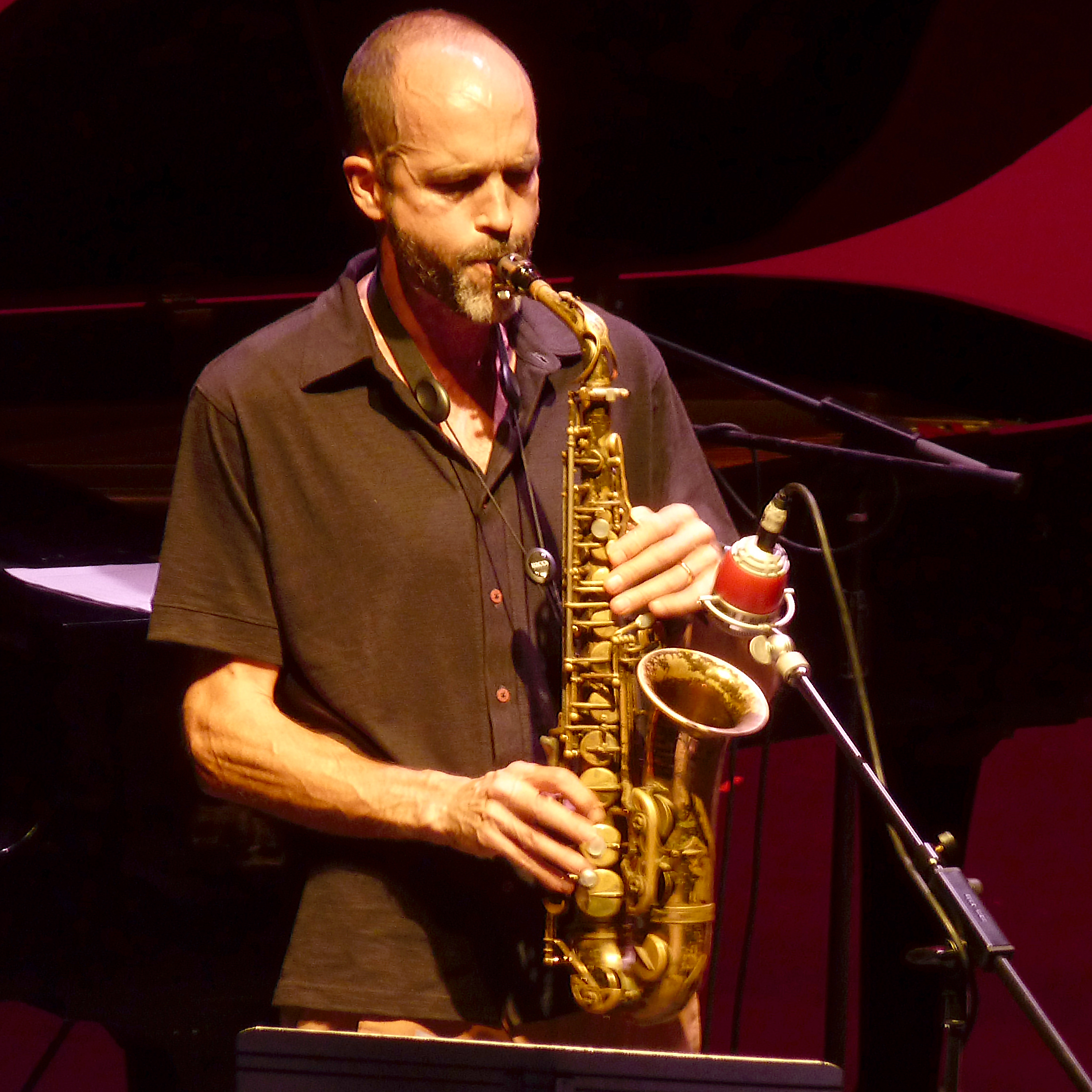
Rob Brown

- Whit Dickey Trio: Expanding Light (Tao Forms)[3]
  1. The Outer Edge 9:14
  2. Desert Flower 8:00
  3. Plateau 9:30
  4. Expanding Light 13:30
  5. Möbius 7:46
  6. The Opening 5:14
- Alle Kompositionen stammen von Whit Dickey.

## Rezeption
John Fordham vergab an das Album im Guardian vier Sterne und schrieb: „Sie alle agieren solo und sie verflechten sich in der Flut dieser Musik. ‚The Outer Edge‘ schmilzt Browns frühe flehende Klagen zu Groove-Austausch von schnellem freiem Swing und feierlichen Beschwörungsformeln, während ‚Desert Flower‘ durch Lopez’ seismisches Rumpeln und sitarähnliches Rutschen eingeführt wird, bevor Brown in dichten, hastigen Linien ausbricht.“ Es sei gut zu erleben, so Fordhams Resümee, dass zwei erlauchte Älteste des Free Jazz und ein inspirierter Newcomer den Rand dieser Nischentradition so scharf halten.
Nach Ansicht von Steve Feeney (Arts Fuse) werde Dickeys Bezeichnung seines musikalischen Konzepts als „Free Grunge“ nicht gerecht. Sinnvoll wäre eher ein „Begriff, der hervorhebt, wie emotional bereichernd diese uneingeschränkte Herangehensweise an das Musizieren sein kann.“ Whitey, Rob Brown und Brandon Lopez würden Bereiche musikalischer Erfahrung erreichen, die nur durch gemeinsame Ideen zur kollektiven Improvisation als Ort der Befreiung zugänglich sind. Ein wichtiger Vorläufer von Dickeys Ansatz sei Ornette Coleman, insbesondere die Bezeichnung „Harmelodic“ des Meisters. Man könne diesen Einfluss in The Outer Edge spüren; „der Schlagzeuger und Lopez sorgen in dem Stück für eine rhythmische Viskosität, über der Brown Adstringenzschichten hinzufügt. Durch das scheinbare Chaos entsteht jedoch Leidenschaft und zwingende Energie wird freigesetzt.“ Das Titelstück wiederum gehe auf Coleman-artige Versionen von Folk/Blues ein; Polyrhythmen, die durch Legato-Bogenspiel von Brown akzentuiert werden, verweben sich in ritualisierten Schritten und schaffen eine brodelnde Welt des organischen Zusammenspiels.
S. Victor Aaron lobte in Something Else!, Expanding Light sei „das kraftvolle Produkt der über dreißig Jahre, die Dickey und Brown zusammen verbracht haben, um frei zu spielen, aber mit Absicht und Einheit.“ Was noch erstaunlicher sei, dass Lopez spielt, als würde er auch ebenso lang mit ihnen arbeiten. „Der Bassist nutzt seinen Bogen, um sich direkt mit Brown auf ‚Mobius‘ zu beschäftigen, während Dickey geschickt Becken verwendet, um einen Schalldampf um sie herum zu erzeugen und das Tempo zurückzusetzen.“ Der erfahrene Schlagzeuger und unerfahrene Plattenlabel-Unternehmer Whit Dickey finde Wege, so der Autor, die Dinge frisch zu halten, diesmal mit einem neuen Trio.
Phil Freeman wählte das Album in Stereogum als eine der besten Neuveröffentlichungen des Monats aus und lobte, die Musik sei faszinierend, selbst wenn man Brown und Dickey seit Jahrzehnten gehört habe, denn in den letzten Jahren habe der Schlagzeuger eine Art spirituelles Erwachen erlebt, was sein Spiel radikal beeinflusste. Es gebe eine neue Offenheit für seinen Sound. Wo er früher mit seinen Bandkollegen gekämpft habe, höre er jetzt zu und lass ihnen den Raum, den sie brauchten. Auf „Desert Flower“ sei sein Trommeln erstaunlich sanft, und auch Brown scheine ungewöhnlich geduldig zu sein und lässt lange Töne über die Landschaft treiben.